# Johann Georg Wilhelm Schachtrupp

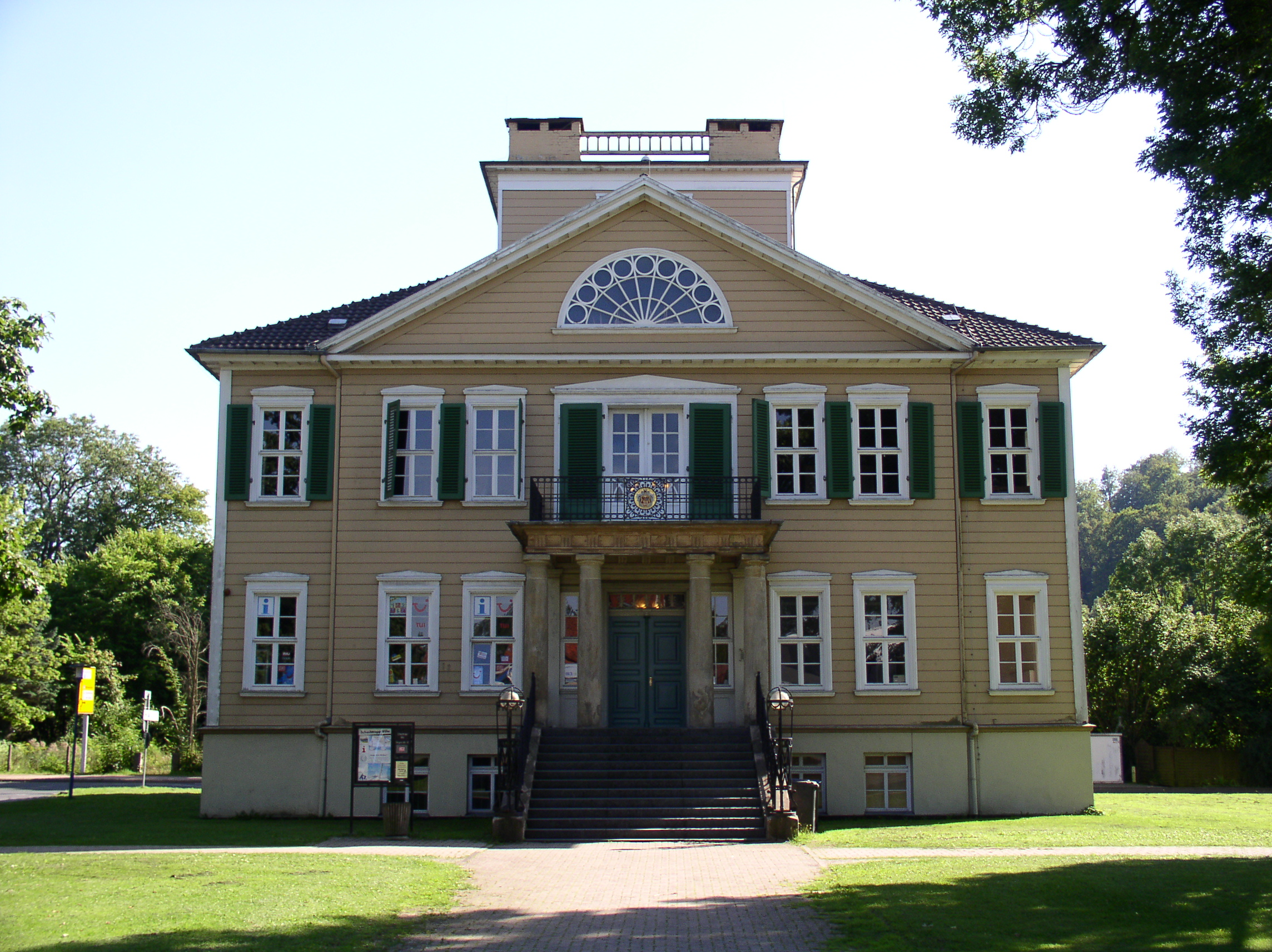
Die Schachtrupp-Villa in Osterode, erbaut ab 1819

Johann Georg Wilhelm Schachtrupp (* 24. Dezember 1801 in Osterode am Harz; † 29. April 1864 in Braunschweig) war ein deutscher Bleiweißfabrikant. Das von ihm bis 1854 geführte Unternehmen war von 1812 bis 1879 ein bedeutender Wirtschaftsfaktor weit über die Grenzen Osterodes hinaus.

## Leben
Der Sohn des Berghandelsfaktors Johann Friedrich Schachtrupp (1773–1822), der 1812 die Bleiweißfabrik am Scheerenberg im Südwestharz gegründet hatte, besuchte die Lateinschule in Osterode, welches ab 1814 zum Königreich Hannover gehörte. Im Jahre 1823 erhielt er das Bürgerrecht in Osterode und 1828 den Titel eines Berghandlungsfaktors. Schachtrupp wurde 1835 in die Osteroder Kaufmannsgilde aufgenommen und 1839 zum Oberfaktor ernannt.

### Die Schachtruppsche Bleiweißfabrik
Schachtrupp übernahm das Familienunternehmen im Januar 1822 nach dem plötzlichen Tod seines Vaters und erweiterte es durch die Gründung einer Filiale in Quedlinburg. Die Produktpalette der Schachtruppschen Fabrik umfasste Kremserweiß und Bleiweiß, Bleiglätte, Bleizucker, Walzblei, Kupfervitriol, Grünspan und Schrot, das in einem hohen Turm hergestellt wurde. Im Zeitraum ab 1830 wurden zeitweise bis zu 8500 Zentner Blei und 2000 Zentner Bleiglätte pro Jahr abgesetzt. Das als Weißpigment verwendete Bleiweiß war bezüglich Deckkraft und Haltbarkeit dem englischen überlegen und wurde nach Holland, Norddeutschland, Amerika, Asien und Afrika exportiert. Nach anderer Quelle wurden von 100 bis 130 Mitarbeitern 160.000 Zentner bleihaltige Produkte produziert, die nach Deutschland, Dänemark, Schweden, Russland, Nord- und Südamerika, der Türkei, London und Paris geliefert wurden. Die türkische Flotte soll 1839 mit Schachtruppschem Bleiweiß gestrichen worden sein. Schachtrupp engagierte sich für das Wohl seiner Beschäftigten. So wurden unterhalb der Fabrik Gärten und Obstplantagen angelegt, die den Arbeitern zur Verfügung standen. Dazu kamen Sozialleistungen im Krankheitsfall oder nach Arbeitsunfällen, was bei Zeitgenossen großen Eindruck hinterließ:

„Das grösste Interesse Osterode’s […] erweckt jedoch der berühmte Scheerenberg, in merkantilistisch-fabriklicher Hinsicht der merkwürdigste Ort und das grossartigste Etablissement am ganzen Harze.“

Im Jahre 1854 übergab er das Unternehmen an seinen Sohn aus erster Ehe, Johann Friedrich Schachtrupp, und übersiedelte nach Braunschweig. Dort wohnte er ab 1857 an der Promenade am Hohenthore. Er starb im April 1864 in Braunschweig. Das Unternehmen brach 1879 zusammen, nachdem es bereits 1839 aufgrund des Konkurrenzdrucks aus dem Ausland zu einem Absatzrückgang gekommen war. Zudem erforderte die Unterhaltung der Gebäude und Parks einen hohen finanziellen Aufwand.

### Schachtrupp-Villa
Der Name Schachtrupp ist heute noch in Osterode vor allem durch die gleichnamige klassizistische Unternehmervilla bekannt, die Johann Friedrich Schachtrupp ab 1819 mit Anklängen an Palladios Villen errichten ließ. Die vier flach übergiebelten Fronten des würfelförmigen Baukörpers ahmen Formen des Steinbaus nach. Ein niedriger Dachaufbau dient der Belichtung der zentralen offenen Wendeltreppe. Der Bau wird von den Osteroder Bürgern scherzhaft auch als Kaffeemühle bezeichnet. Die Stadt erwarb die Villa 1858 und nutzte sie zeitweise für das Osteroder Gymnasium.